# 伊藤敏孝
伊藤 敏孝（いとう としたか、1949年5月27日 - ）は、日本の俳優。東京都世田谷区出身。

## 来歴・人物
1959年、10歳で映画『べらんめえ芸者』で子役としてデビュー。以後主に脇役として数多くの映画、テレビドラマに出演。1975年の映画『吶喊』では主役を演じた。

## 出演

### 映画
- はだかっ子（1961年、ニュー東映） - 三浦元太
- ちいさこべ（1962年、東映） - 菊二
- 大忍術映画 ワタリ（1966年、東映） - カズラ
- 冷飯とおさんとちゃん（1966年、東映） - 良吉
- 狼の紋章（1973年、東宝） - 黒田力也[1]
- 青葉繁れる（1974年、東宝） - デコ
- 吶喊（1975年、喜八プロ） - 千太
- 神戸国際ギャング（1975年、東映） - 谷川五郎
- 脱走遊戯（1976年、東映） - 蔵田吾郎
- 大空のサムライ（1976年、東宝） - 本田二飛曹[2]
- 喜劇 百点満点（1976年、東宝） - 津田
- 八甲田山（1977年、東映） - 花田伍長
- 英霊たちの応援歌 最後の早慶戦（1979年、東宝） - 近藤清
- 戦国自衛隊（1979年、東宝） - 高島春美
- 男はつらいよ 寅次郎かもめ歌（1980年、松竹） - 先生
- 地震列島（1980年、東宝） - 地下鉄の運転手[2]
- 日本海大海戦 海ゆかば（1983年、東映） - 片山伊作

### テレビドラマ
- 織田信長（1962年、朝日放送） - 織田信長(幼少期)
- ハローCQ （1964年　12Ch) -健(主人公の中学生)
- 特別機動捜査隊 （NET）
  - 第476話「奇妙な男と女」（1970年） - 高校生B
  - 第550話「ある異常人間」（1972年） - 浩一郎
  - 第665話「伯耆大山の詩」（1974年） - フロント係
  - 第672話「俺の殺した女」（1974年） - 圭一
- プレイガール （12Ch）
  - 第138話「魚は陸で女は海で釣れ」 （1971年）
  - 第194話「荒野の女七人」 （1972年） - 次郎
- おれは男だ!　第20話「さらぱ海の恋人よ!」（1971年、日本テレビ）-　杉本
- 家光が行く 第10話「男はつらいよ」（1972年、日本テレビ） - 佐助
- 刑事くん 第1シリーズ第5話「午前6時はふるさと列車」（1971年、TBS）第2シリーズ第1話「ぼくたちの春」（1973年、TBS）
- 東芝日曜劇場「風前の灯」 （1974年、TBS）
- 剣と風と子守唄 第1話「ひとり戦争」（1975年、日本テレビ） - 丹次
- 必殺仕業人 （1976年、朝日放送）
  - 第6話「あんた この裏切りどう思う」 - 勘太
  - 第22話「あんた この迷惑をどう思う」 - 水谷清二郎
- 吉宗評判記 暴れん坊将軍 （テレビ朝日）
  - 第27話「柳生一族を斬る女」（1978年） - 多吉
  - 第127話「狼の里に罠を張れ!」（1980年） - 小助
- 草燃える （1979年、NHK） - 佐藤忠信
- 大空港 第72話「忍びよる魔手 友情は血で洗えるか?!」（1980年、フジテレビ）
- それゆけ!レッドビッキーズ（1980年、テレビ朝日） - 大山のぼる
- 源九郎旅日記 葵の暴れん坊 第26話「月に帰った三度笠」（1982年、テレビ朝日）- 和吉
- 徳川家康 （1983年、NHK） - 村越茂助
- 松本清張の黒革の手帖（1984年1月 -2月、TBS「花王 愛の劇場」）第二章 - 銀座のホステススカウトマン宮田
- 超人機メタルダー 第13話「危機一髪！親と子が愛をもどす海猫の村」（1987年、テレビ朝日） - 田所民夫
- 続・三匹が斬る! 第15話「箱根路は、湯煙り立って鬼退治」（1989年、テレビ朝日） - 金太
- 刑事追う!（1996年、テレビ東京） - 吉岡警視

### ラジオドラマ
- ラジオ劇場「いとしのマリア」（1978年、NHKFM） - コウイチ